# بطولة الأمم الرئيسية 1906
بطولة الأمم الرئيسية 1906 (بالإنجليزية: 1906 Home Nations Championship)‏ هو الموسم 24 من  بطولة الأمم الرئيسية. كان عدد الأندية المشاركة فيه  4، وفاز فيه منتخب ويلز الوطني لاتحاد الرغبي، ومنتخب أيرلندا الوطني لاتحاد الرغبي.